# Takeshi Inoue
Takeshi Inoue (井上 健, Inoue Takeshi, Nishinomiya, 30 september 1928 – 5 april 1992) was een Japans voetballer die als middenvelder speelde.

## Clubcarrière
In 1948 ging Inoue naar de Kwansei Gakuin University, waar hij in het schoolteam voetbalde. Nadat hij in 1952 afstudeerde, Inoue speelde voor All Kwangaku en New Mitsubishi Heavy Industries. Inoue veroverde er in 1955 de Beker van de keizer. Inoue beëindigde zijn spelersloopbaan in 1960.

## Japans voetbalelftal
Takeshi Inoue debuteerde in 1954 in het Japans nationaal elftal en speelde 1 interland.

## Statistieken
| Japans voetbalelftal | Japans voetbalelftal | Japans voetbalelftal |
| Jaar                 | Wed.                 | Dlp.                 |
| -------------------- | -------------------- | -------------------- |
| 1954                 | 1                    | 0                    |
| Totaal               | 1                    | 0                    |